# 帕特·弗莱
帕特·弗莱（英語：Pat Fry，1964年3月17日—）是一名英国一级方程式赛车工程师，目前担任威廉姆斯车队的技术总监。他在2020年-2023年担任雷诺车队/阿尔品车队的技术总监；他曾任职于贝纳通车队（1987年-1993年）、迈凯伦车队（1993年-2010年，2018年-2019年）、法拉利车队（2010年-2014年）和马诺车队（2016年-2017年）。